# Frontone
Frontone là một đô thị ở tỉnh Pesaro và Urbino trong vùng Marche, nằm cách 60 km về phía tây của Ancona và khoảng 45 km về phía tây nam của Pesaro. Tại thời điểm ngày 31 tháng 12 năm 2004, đô thị này có dân số 1.351 và diện tích là 36 km².
Frontone giáp các đô thị sau: Cagli, Cantiano, Pergola, Scheggia e Pascelupo, Serra Sant'Abbondio.